# Renescure

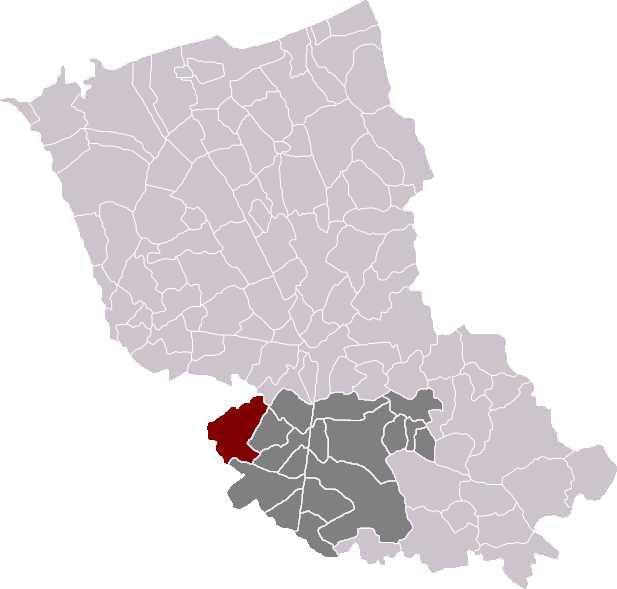
Localització de Renescure

Renescure  (en neerlandès Ruisscheure) és un municipi francès, situat a la regió dels Alts de França, al departament del Nord, que forma part de la Westhoek. L'any 2006 tenia 2.039 habitants. Limita al nord-oest amb Arques, al nord amb Clairmarais, al nord-est amb Bavinchove i Staple, a l'est amb Ebblinghem, al sud-oest amb Campagne-lès-Wardrecques i Wardrecques, al sud amb Blaringhem i al sud-est amb Lynde.

## Fills il·lustres
- Charles-Louis Hanon (1820-1900), pianista, organista i pedagog.

## Demografia
| 1962                                       | 1968  | 1975  | 1982  | 1990  | 1999  |
| ------------------------------------------ | ----- | ----- | ----- | ----- | ----- |
| 1.803                                      | 1.928 | 2.071 | 2.115 | 2.221 | 2.086 |
| Des de 1962: població sense dobles comptes |       |       |       |       |       |

## Administració
| Període   | Identitat            | Partit        |
| --------- | -------------------- | ------------- |
| 1977-1997 | Louis Coo            |               |
| 1997-2008 | Jean-Marie Bonduelle | Divers droite |
| 2008-     | Jean-Pierre Decool   |               |